# Énergie de liaison (chimie)
Pour les articles homonymes, voir Énergie de liaison.
En chimie, l'énergie de liaison (E) est la mesure de la force d'une liaison chimique. Elle représente l'énergie requise pour briser une mole de molécules en atomes individuels.
Par exemple, l'énergie de la liaison carbone-hydrogène dans le méthane, E(C–H), est l'enthalpie nécessaire pour casser une molécule de méthane en un atome de carbone et quatre atomes d'hydrogène, divisée par 4.
L'énergie de liaison ne doit pas être confondue avec l'énergie de dissociation de liaison, qui est, en dehors du cas particulier des molécules diatomiques, une quantité différente. L'énergie de liaison représente en fait la moyenne des énergies de dissociation des liaisons de même type d'une molécule.
L'énergie de liaison est, en première approche, une propriété transférable, et l'enthalpie de formation peut typiquement être approchée en additionnant simplement les valeurs tabulées de l'énergie de toutes les liaisons d'une molécule, avec parfois une erreur de seulement quelques pourcents.

## Corrélation longueur/énergie de liaison
La force (énergie) de liaison peut être directement reliée à la longueur de liaison : plus celle-ci est longue, plus la liaison sera faible. On peut ainsi utiliser le rayon métallique, le rayon ionique ou le rayon covalent de chaque atome d'une molécule pour déterminer sa force de liaison. Par exemple, le rayon covalent du bore est estimé à 83,0 pm, mais la liaison B–B dans B2Cl4 est de 175 pm, soit une valeur significativement plus grande. Ceci indique que la liaison entre deux atomes de bore est plutôt une liaison faible simple. Au contraire, dans le cas du rhénium, le rayon métallique est de 137,5 pm, alors que la liaison Re–Re a une longueur de 224 pm dans le composé Re2Cl8. À partir de cette donnée, on peut conclure que la liaison est très forte ou une liaison quadruple. Cette méthode de détermination est la plus utile dans le cas de composés à liaison covalente.

## Facteur influençant l'énergie de liaison ionique
Plusieurs facteurs influencent l'énergie de liaison ionique, mais en général le plus important est la différence d'électronégativité entre les deux atomes qui forment la liaison.

## Table des énergies de liaisons
| Liaison | Énergie (kJ/mol) |
| ------- | ---------------- |
| O-H     | 464              |
| O-O     | 142              |
| O=O     | 502              |
| C-O     | 351              |
| C=O     | 730              |
| C-C     | 347              |
| C=C     | 615              |
| C≡C     | 811              |
| C-H     | 414              |
| C-F     | 439              |
| C-Cl    | 331              |
| C-Br    | 276              |
| C-N     | 293              |
| C=N     | 615              |
| C≡N     | 890              |
| N-H     | 390              |
| N-N     | 159              |
| N=N     | 418              |
| N≡N     | 945              |
| F-F     | 155              |
| Cl-Cl   | 243              |
| Br-Br   | 192              |
| H-H     | 435              |
| H-F     | 564              |
| H-Cl    | 431              |
| H-Br    | 368              |
| H-S     | 364              |

1. ↑  Les liaisons dans CO2 valent 795 kJ/mol.

L'enthalpie de liaison est {\displaystyle \Delta H=\Delta U+\Delta (PV)} où {\displaystyle \Delta U} est l'énergie sus-mentionnée.